# Bac-du-Sud British Cemetery, Bailleulval
Le Bac-du-Sud British Cemetery, Bailleulval est un cimetière militaire de la Première Guerre mondiale, situé sur le territoire de la commune de Bailleulval, dans le département du Pas-de-Calais, au sud-ouest d'Arras.

## Localisation
Ce cimetière est situé à deux kilomètres à l'ouest du village en bordure de la N 25.

## Histoire

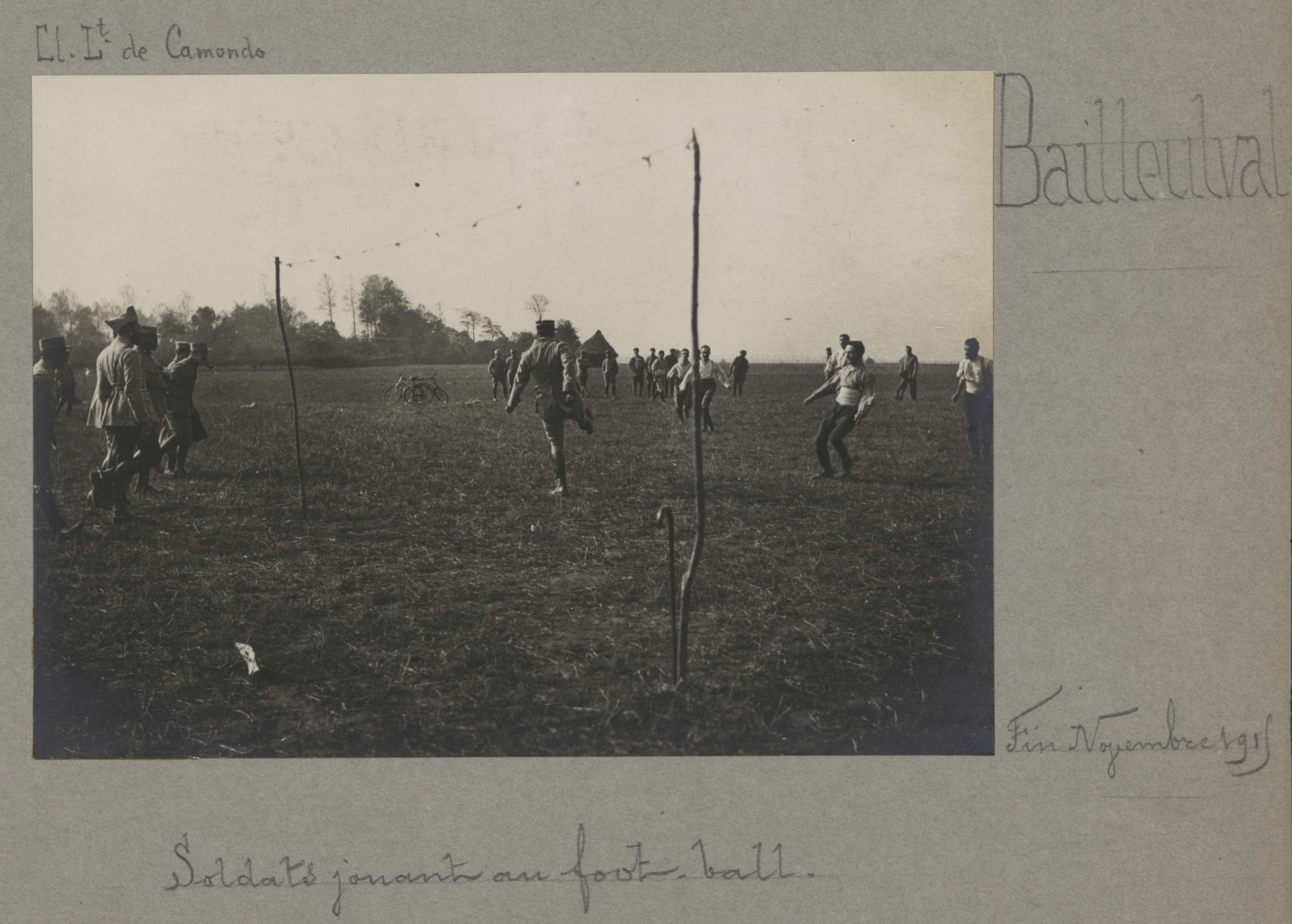
Des soldats français au repos jouant au football en 1915 à Bailleulval.

Le secteur est resté à l'arrière de la ligne de front tout au long de la guerre et a servi de zone de repos pour les troupes françaises et ensuite aux troupes britanniques lorsque la défense du front du nord de la France leur  a été confiée en 1916.
En mars 1918, lors de l'offensive du Printemps de l'armée allemande, le front se rapproche à quelques kilomètres de Bailleulval. Des hôpitaux de campagne sont donc implantés dans le secteur pour recueillir et soigner les blessés. Ceux qui succombèrent à leurs blessures furent inhumés dans ce lieu de mars à septembre 1918.
Le cimetière britannique de Bac-du-Sud comporte 688 sépultures du Commonwealth de la Première Guerre mondiale. Il y a aussi 55 sépultures de guerre allemandes.

## Caractéristiques
Ce  vaste cimetière, au plan rectangulaire de 95 m sur 25, est entouré d'un muret de briques. Il a été conçu par les architectes britanniques Charles Holden et William Harrison Cowlishaw.

## Sépultures
| Pays        | Sépultures |
| ----------- | ---------- |
| Royaume-Uni | 640        |
| Canada      | 48         |
| Allemagne   | 55         |
| Total       | 743        |

## Galerie

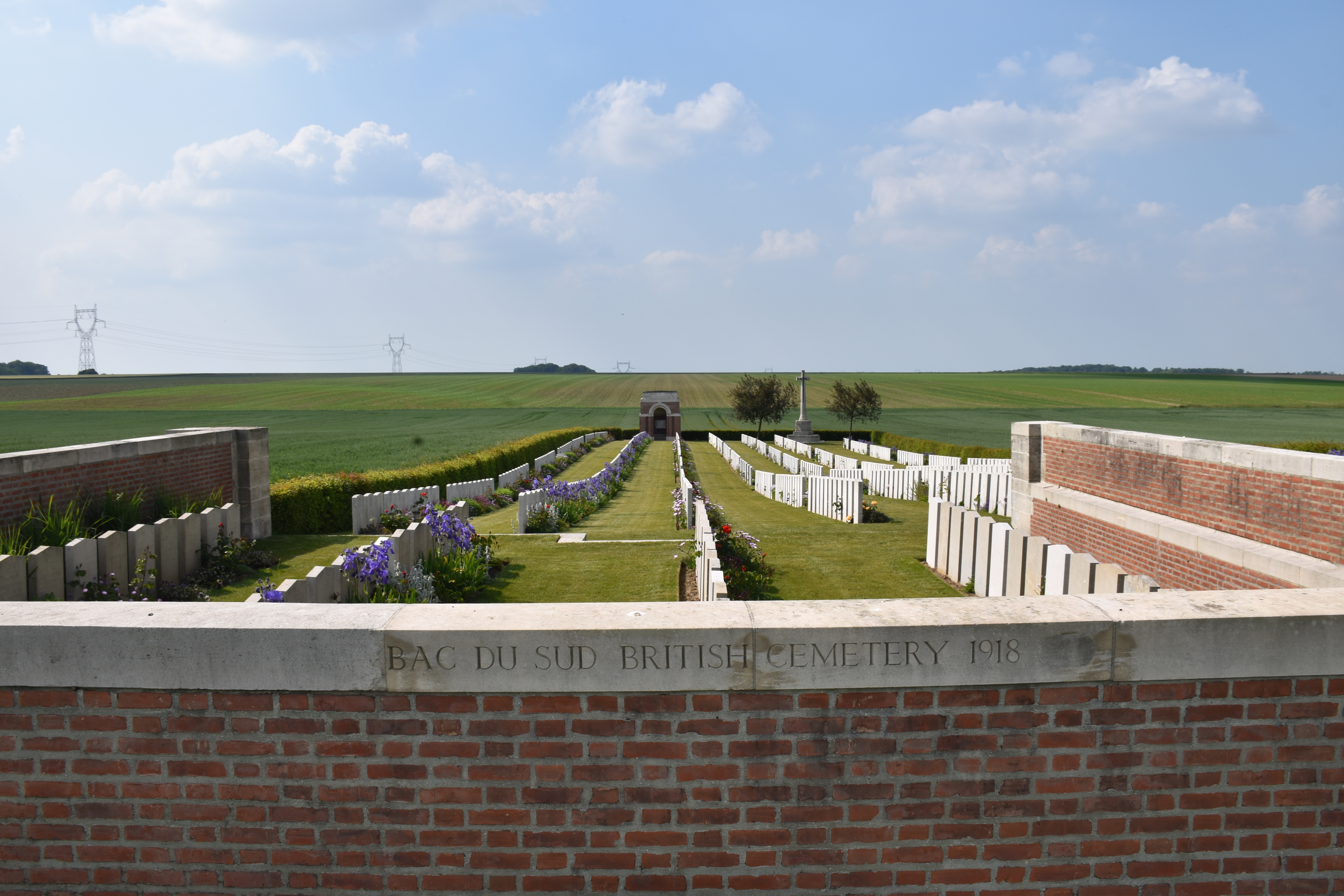
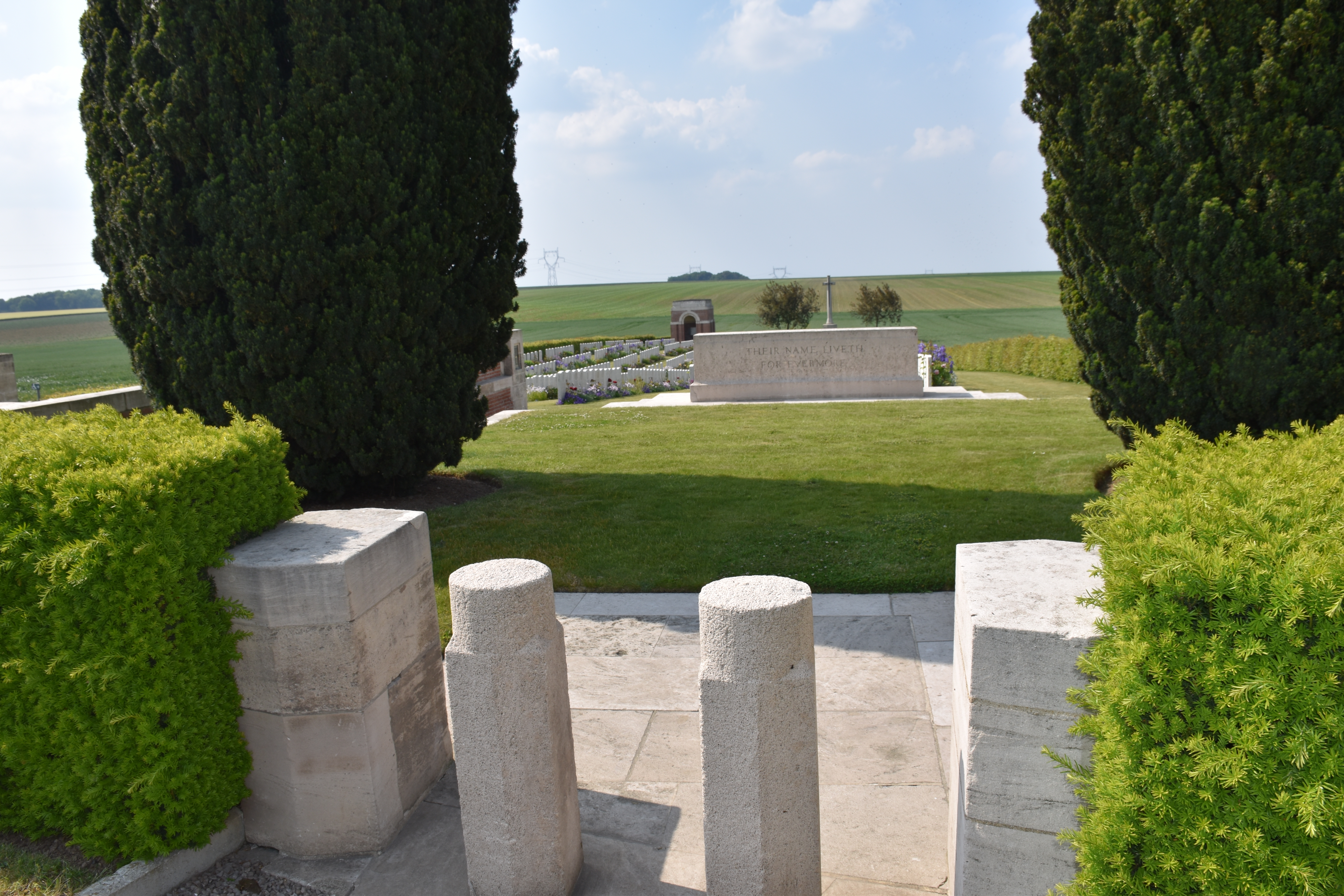
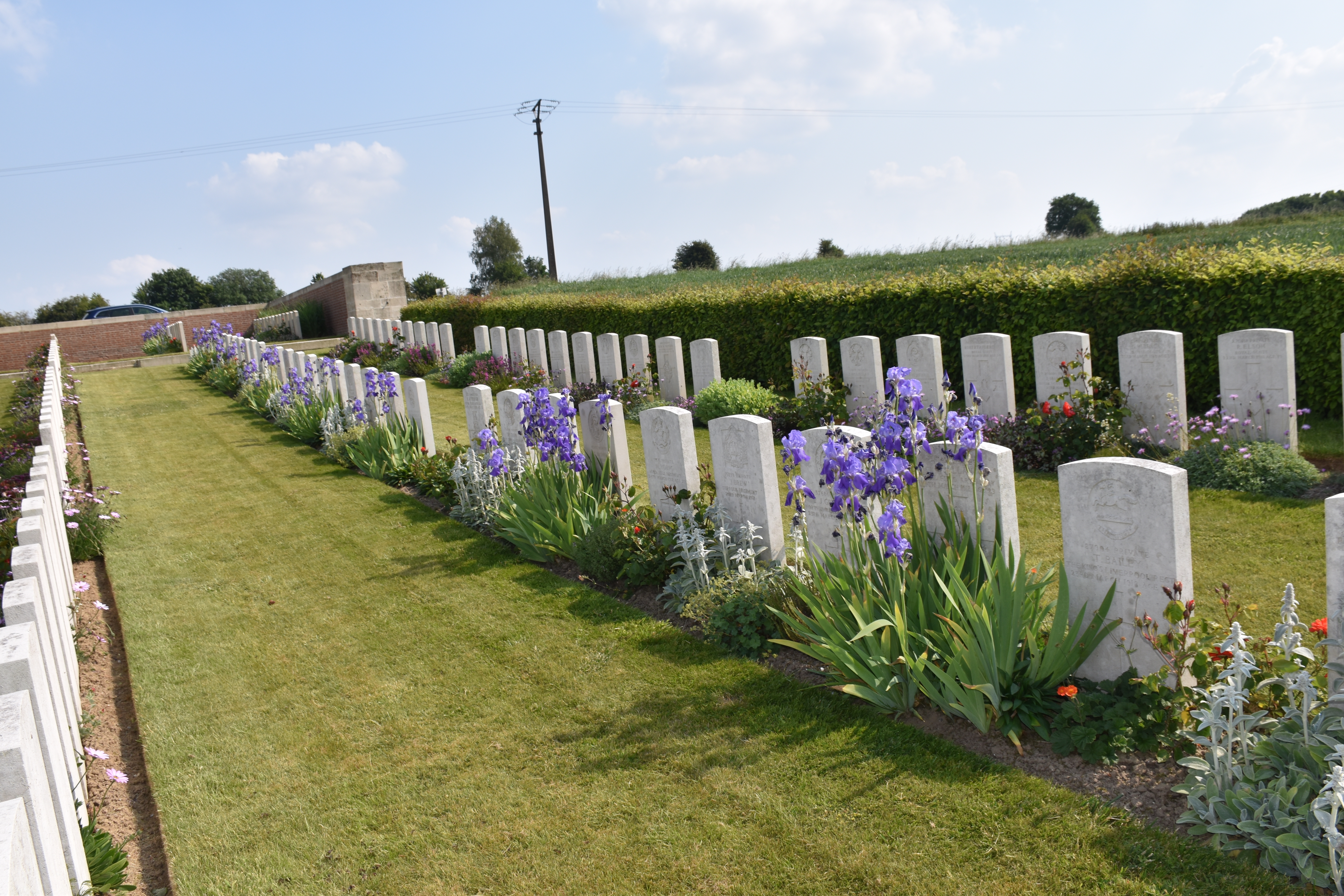
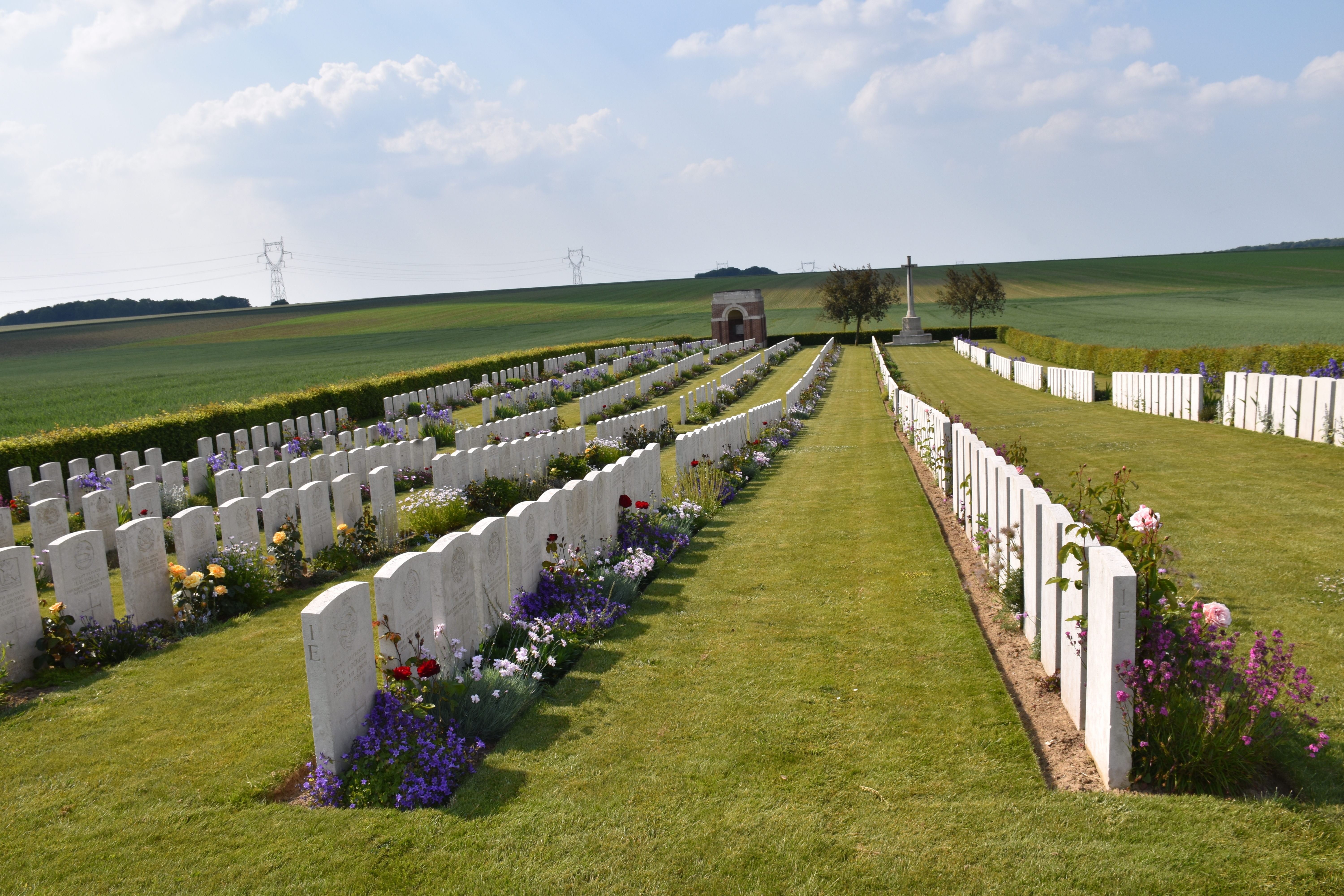
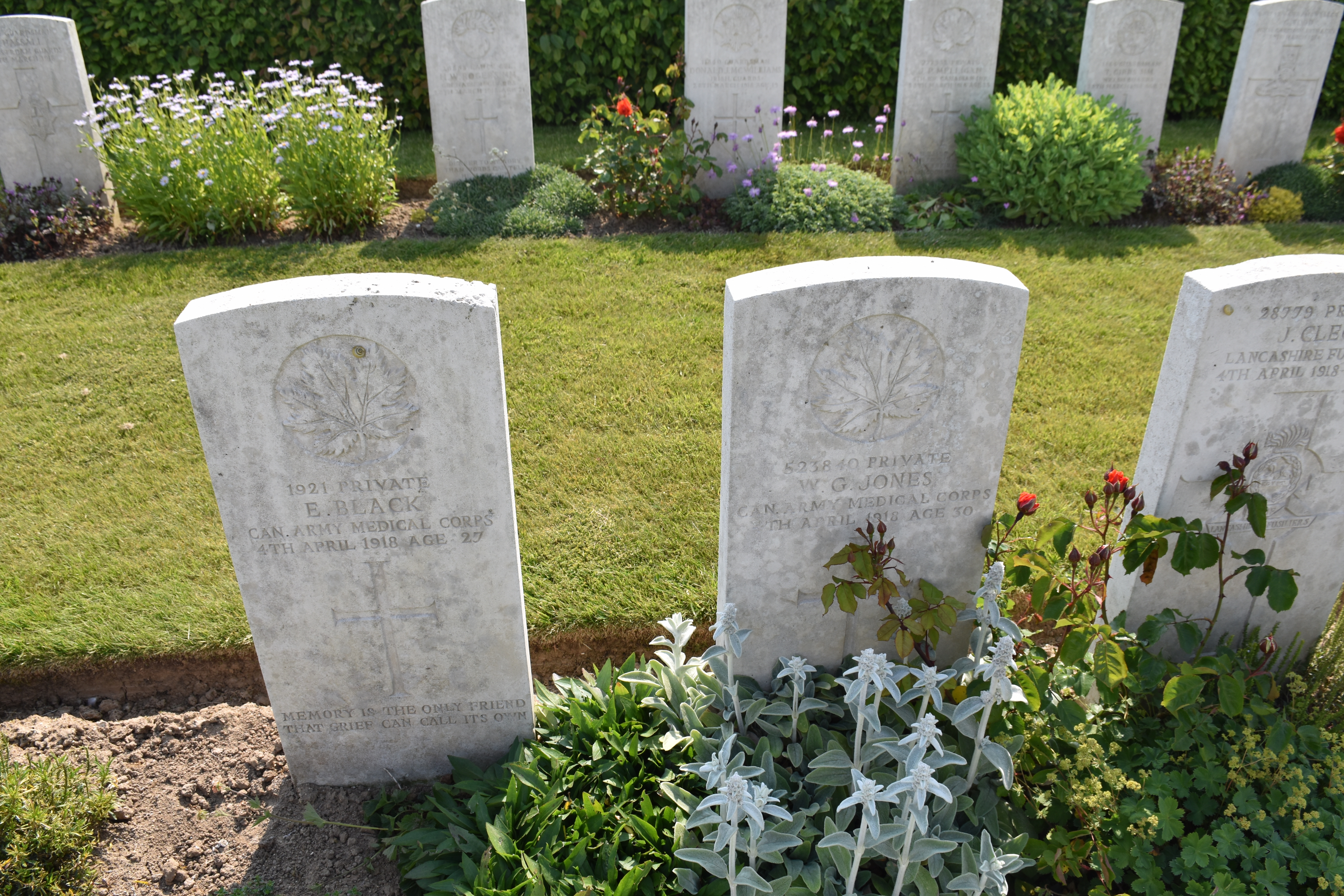
Tombes de deux soldats du corps médical de l'armée canadienne tombés en avril 1918.
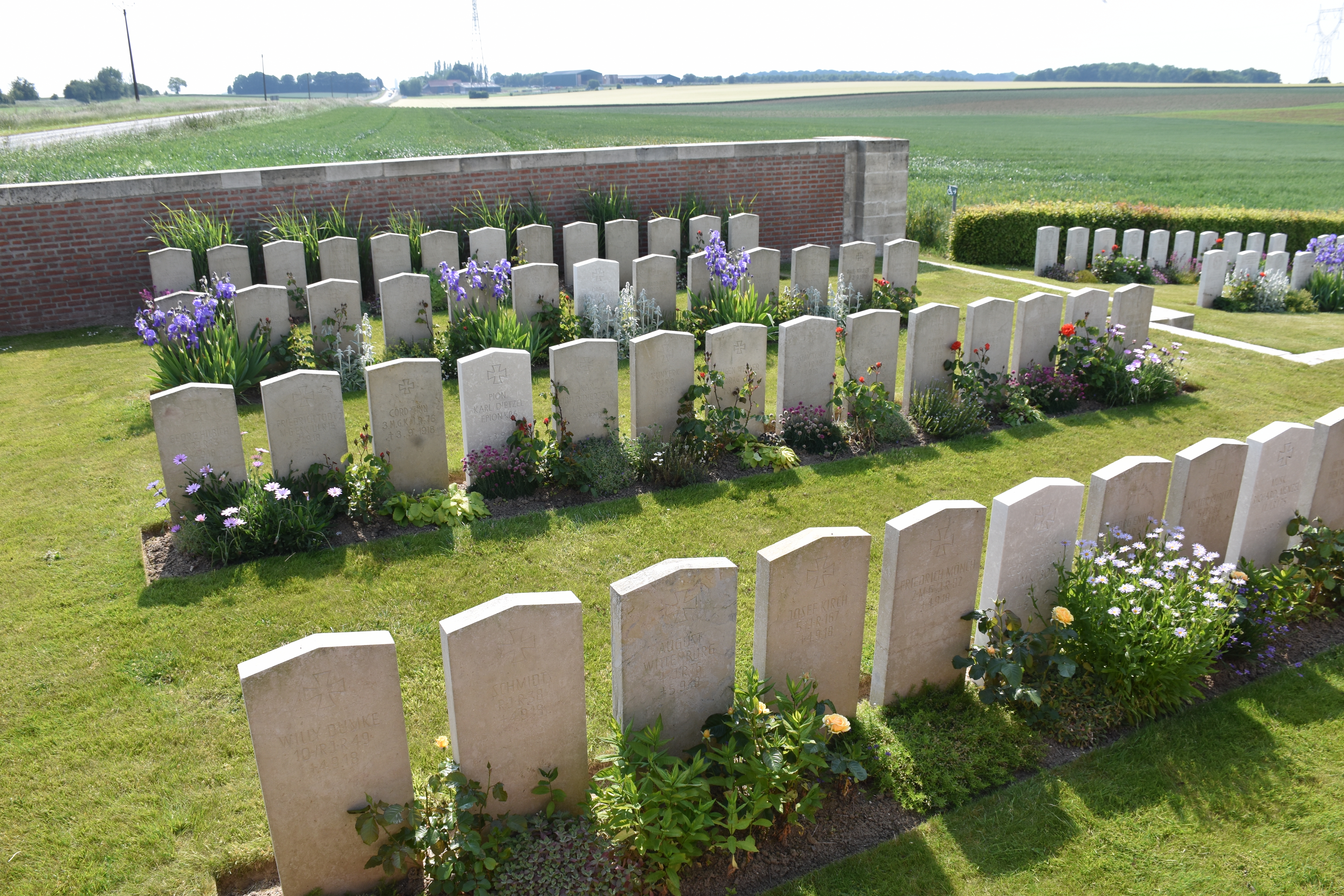
Carré des tombes allemandes.

## Pour approfondir